# Polskie ePłatności
Polskie ePłatności Online (dawniej PayLane) – polskie przedsiębiorstwo z siedzibą w Tajęcinie, założone w 2005 w Gdańsku, zajmujące się obsługą płatności w Internecie (bramka płatności).
Działa w 26 krajach i umożliwia swoim klientom przyjmowanie płatności od klientów z ponad 200 krajów świata. Oferuje sklepom internetowym przyjmowanie płatności za pomocą ponad 200 metod płatności z różnych części świata. Oferuje m.in.: karty płatnicze (Visa, MasterCard, Maestro, Diners, American Express, JCB), Apple Pay, Google Pay, przelewy bankowe (pay-by-link) oraz inne, alternatywne metody (np. iDEAL, Giro, Sofortbanking, PayPal, SEPA Direct Debit).
Spółka założona w 2005 roku przez Szymona Grabowskiego. Od 2010 roku zarządzana przez Karola Zielinskiego (w 2013 roku został Prezesem Zarządu). Od 2021 w wyniku rebrandingu firma zmieniła nazwę na Polskie ePłatności Online.
W marcu, 2018 roku Szymon Grabowski i Karol Zielinski sprzedali 100% udziałów w spółce do Centrum Rozliczeń Elektronicznych Polskie ePłatności i od tego czasu PayLane wchodzi w skład grupy kapitałowej Polskie ePłatności.
W 2020 roku PayLane jako część grupy Centrum Rozliczeń Elektronicznych Polskie ePłatności był częścią jednej z największych transakcji M&A na polskim rynku - sprzedaży Polskie ePłatności do Nets za 405 mln Euro.